# مورتالا محمد
الجنرال مرتضى رامات محمد (بالإنجليزية: Murtala Mohammed)‏ (8 نوفمبر 1938 -13 فبراير 1976) كان حاكما عسكريا (رئيس الحكومة الفدرالية العسكرية لنيجيريا من عام 1975 حتى اغتياله سنة 1976.

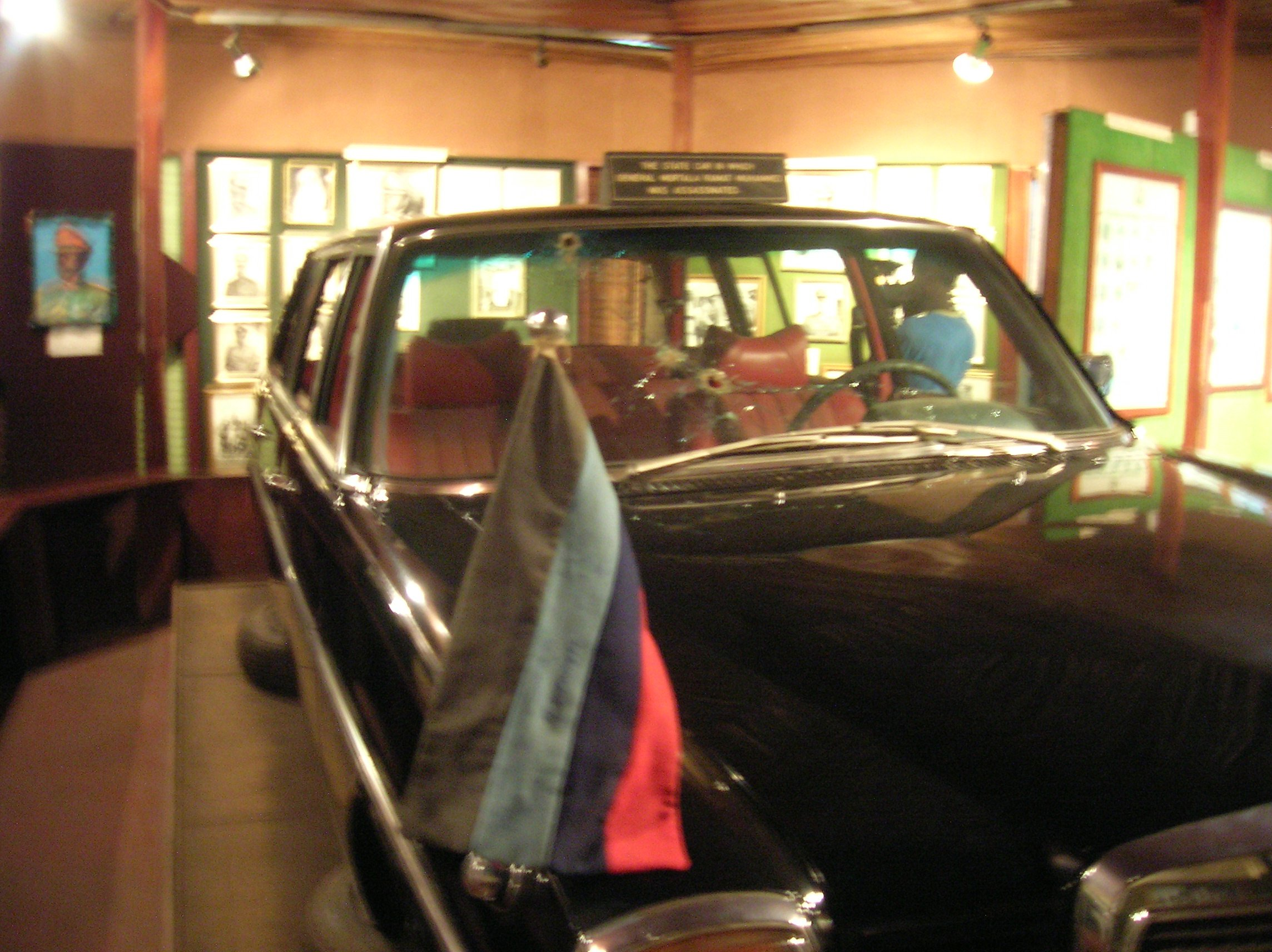
السيارة التي اغتيل فيها مرتضى محمد

## اغتياله
اغتيل مرتضى محمد في 13 فبراير 1976 في محاولة انقلاب فاشلة بقيادة المقدم بوكا سوكا ديمكا، عندما تعرضت سيارته لهجوم أثناء توجهه إلى مكتبه في ثكنة دودان في لاغوس.